# Rafael Carvajal

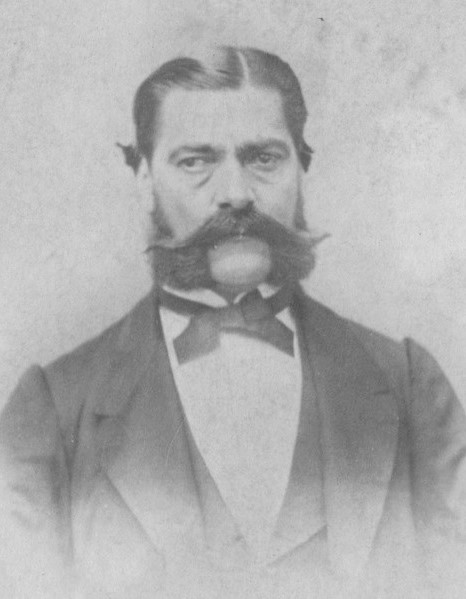
Rafael Carvajal (1865)

Rafael Carvajal Guzmán (* 1818 in Ibarra, Spanisches Kolonialreich; † 1881 in Lima, Peru) war ein ecuadorianischer Politiker, der unter anderem zwischen 1864 und 1865 Vizepräsident sowie 1865 kommissarischer Präsident von Ecuador war. Er fungierte darüber hinaus mehrmals als Innen- und Außenminister (1850, 1861 bis 1864, 1867 bis 1868, 1869).

## Leben
Rafael Carvajal Guzmán besuchte zunächst öffentliche Schulen in Ibarra und zog 1829 nach Quito, wo er später ein Studium der Philosophie am Katholischen Priesterseminar begann. Danach begann er ein Studium der Rechtswissenschaften an der Universidad Central del Ecuador (UCE), welches er am 23. März 1848 mit einem Doktor der Rechte beendete. Danach lehrte er mehrere Jahre lang als Professor Wirtschaftswissenschaften, Verwaltung und Recht an der Universität Quito. In der Regierung des Gegenpräsidenten Diego Noboa fungierte er zwischen dem 11. Juni und dem 29. November 1850 erstmals als Außen- und Innenminister (Ministro de Relaciones Exteriores y de Gobierno). Er war zwischen dem 1. Mai 1859 und dem 3. Juni 1859 und erneut vom 1. September 1859 bis zum 10. Januar 1861 Mitglied der Provisorischen Regierung (De-facto-Regierung) in Quito. In der regulären Regierung von Präsident Gabriel García Moreno übernahm er zwischen dem 2. April 1861 und dem 23. März 1864 wieder den Posten als Außen- und Innenminister.
Unter Präsident García Moreno übernahm Carvajal als dessen Stellvertreter schließlich am 23. März 1864 das Amt als Vizepräsident der Republik (Vicepresidente de la República) und bekleidete dieses vom 7. September 1865 bis zum 30. August 1867 auch unter Präsident Jerónimo Carrión, wobei er nach dem Amtsende von Präsident García Morena bis zum Amtsantritt von Präsident Carrión zwischen dem 31. August 1865 und dem 7. September 1865 selbst kommissarischer Präsident von Ecuador (Presidente de la República) war. Am 12. Oktober 1867 übernahm er in der Regierung von Präsident Carrión wieder die Ämter als Außen- und Innenminister und bekleidete diese Ministerämter vom 7. November 1867 bis zum 19. Januar 1868 auch in der Regierung des kommissarischen Präsidenten Pedro José de Arteta. Die Posten als Außen- und Innenminister hatte er noch einmal vom 17. Januar bis zum 15. Mai 1869 während der kommissarischen Regierung von Präsident Gabriel García Moreno inne.
Am 16. Mai 1869 wurde Rafael Carvajal Präsident der achten Verfassunggebenden Versammlung (Asamblea Constituyente) und behielt diese Funktion bis zum 30. August 1869, während Elías Lasso Acosta Vizepräsident dieser Versammlung. Später wurde er noch zum Richter am Obersten Gerichtshof (Corte Suprema de Justicia de Ecuador) ernannt und war als Nachfolger von Nicolás Martínez Vásconez von 1872 bis zu seiner Ablösung durch Modesto Peñaherrera de la Guerra 1873 auch Präsident des Obersten Gerichtshofes. Aufgrund der politischen Unruhen nach García Morenos Ermordung am 5. August 1875 zog er sich aus dem öffentlichen Leben zurück und lebte in Lima , wo er 1881 starb. 1884 wurden seine sterblichen Überreste exhumiert, seine Asche nach Guayaquil und später nach Quito überführt.